# Belon (Bouble)
Pour les articles homonymes, voir Belon.
Le Belon (ou parfois Bellon) est un petit cours d'eau qui coule entièrement dans le département de l'Allier en région Auvergne-Rhône-Alpes, et un affluent de la Bouble, donc un sous-affluent de la Loire, par la Sioule et l'Allier.

## Géographie
Le Belon prend sa source dans la forêt des Colettes, sur la commune d'Échassières, et se dirige vers le nord puis le nord-est pour rejoindre la Bouble en rive gauche, au pied du château de Banassat. Sa longueur est de 11 kilomètres.
Il est franchi par le viaduc du Belon, situé à cheval sur la limite des communes de Coutansouze et de Louroux-de-Bouble, sur lequel passe la ligne de chemin de fer de Commentry à Gannat.
Le vallon du Belon est boisé sur la plus grande partie de son cours.

## Communes traversées
Dans le seul département de l'Allier, le Belon traverse quatre communes :
- Échassières, Louroux-de-Bouble, Coutansouze et Chirat-l'Église.

## Affluents
Le Belon a un affluent référencé : la Plaine (6,1 km), qui traverse les communes de Coutansouze et Chirat-l'Église.